# Hălchiu
Hălchiu – wieś w Rumunii, w okręgu Braszów, w gminie Hălchiu. W 2011 roku liczyła 3035 mieszkańców.